# Borobia
Borobia là một đô thị ở tỉnh Soria, Castile và León, Tây Ban Nha. Theo điều tra dân số năm 2004 của Viện thống kê quốc gia Tây Ban Nha, đô thị này có dân số 347 người. It was the birthplace of conquistador Tristán de Luna y Arellano.